# Portret van Margareta van Eyck
Portret van Margareta van Eyck is een schilderij in olieverf op paneel van de hand van Jan van Eyck dat zich in het Groeningemuseum in Brugge bevindt. Het is een van de vijf authentieke werken van Jan van Eyck die zich nog in een Belgische collectie bevinden en een van de twee oudste werken van Jan van Eyck.  Margareta van Eyck  draagt het inventarisnummer 0000.GRO0162.I. Het werk werd na de tentoonstelling ’Renaissance Faces’ (van 15 oktober 2008 tot 18 januari 2009) in de National Gallery in Londen onderzocht en gerestaureerd door Jill Dunkerton.

## Margareta van Eyck
Over Margareta is weinig of niets geweten, zelfs niet haar meisjesnaam. Ze is waarschijnlijk met Jan van Eyck gehuwd in 1432 of 1433 nadat die zich in Brugge had gevestigd. Er werd in de archieven weinig over haar teruggevonden, op een hertogelijke rekening na waarin we kunnen lezen dat ze namens Filips de Goede 360 pond groten kreeg op 22 juli 1441: ‘damoiselle Margguerite, vefe du dit feu Jehan van Eyck, peintre de mon dit seigneur. Er werd ook een notitie teruggevonden waaruit bleek dat ze in een stadsloterij een jaarrente van 2 pond groten verloor. Verder weten we uit de archieven dat ze tussen 1443 en 1444 haar huis in de Sint-Gillis Nieuwstraat verkocht, en in de Oostmeers ging wonen in het huis ‘De wilde zee’. Daar woonde ze nog steeds in 1456. Een bevestiging van haar bestaan werd in 2021 gevonden in de archieven van het Vaticaan. Het ging om sporen van een biechtbrief gedateerd op 16 maart 1441, aangevraagd met haar echtgenoot Jan van Eyck.

## Signatuur en datering
Het werk heeft nog steeds zijn originele lijst. Zoals bij Jan van Eyck wel vaker voorkomt is het werk op de lijst gesigneerd en gedateerd. Bovenaan staat: .CO[N]IV[N]X M[EV]S IOH[ANN]ES ME C[OM]PLEVIT AN[N]O . 1439°.17°IVNIJ, en onderaan gaat het verder met: ETAS MEA TRIGINTA TRIV[M] AN[N]ORV[M] en Van Eycks kenspreuk A?C. IXH.XAN. Vertaald wordt dit: 'mijn man Johannes voltooide mij in het jaar 1439 op 17 juni / mijn leeftijd was drieëndertig jaar' en 'als ich can'. 

## Iconografie
Het schilderij is een busteportret van een vrouw. Volgens de opschriften in de lijst gaat het over Margareta, de vrouw van Jan van Eyck. De 33-jarige Margareta is naar de lichtbron gekeerd en kijkt de toeschouwer direct aan. De lichtbron was een raam dat in haar ogen weerspiegeld is. Het haar is, naar de mode van die tijd, opgestoken in twee hoorntjes, bijeengehouden met haarnetjes in dambordmotief. Het voorhoofd is naar de mode van de tijd zeer hoog. Over het haar is een witte linnen sluier gedrapeerd. Ze draagt een kostbare rode wollen jurk die aan de halsuitsnijding met grijs bont, waarschijnlijk eekhoornbont, is gevoerd en hoog wordt opgesnoerd met een brede groene gordel van geweven zijden damast. Ook de mouwen zijn met hetzelfde bont afgezoomd. Margareta houdt haar handen boven elkaar, de linkerhand is verborgen door de rechter en die valt gedeeltelijk buiten het kader. Aan de rechterhand is draagt ze een ring. De achtergrond van het paneel is zwart. Jan van Eyck trachtte de aandacht op het hoofd te richten, dat daarom in verhouding groter is dan de rest van het lichaam.

## Geschiedenis
Het werk werd tot in het begin van de 18e eeuw bewaard door de Brugse schildersgilde. Elk jaar met de feestdag van Sint Lucas werd het opgehangen in de kapel. Het schilderij werd gekocht door Pieter van Lede van de laatste deken van het schildersgilde, Coppijn. Op 22 november 1808 schenkt Van Lede het werk aan de Academie te Brugge. Van toen af bleef het werk in de Brugse. In 1892 droeg de Academie zijn collectie over aan het stadsbestuur en dat was het begin van het Gemeentelijk Museum van Schilderkunst, het latere Museum van Schone Kunsten of Groeningemuseum. 

## Weblinks
Men kan een aantal werken van Jan van Eyck raadplegen en sterk vergroten op de website Further works by Jan van Eyck van het KIK/IRPA.